# З нами Бог
З нами Бог

З нами Бог, разумійте, язици, і покаряйтеся 

Яко з нами Бог (повтор після кожного рядка).
Услишите до послідніх землі

Могущії, покаряйтеся.

Аще бо паки возможете, і паки побіждені будете

І іже аще совіт совіщаваєте, розорить Господь

І слово, єже аще возглаголете, не пребуде в вас.

Страха же вашого не убоїмся, ниже смутимся.

Господа же Бога нашого, Того освятим, і Той буде нам в страх.

І аще на Нєго надіяся буду, буде мні во освященіє.

І уповая на Нєго і спасуся Ним.

Се аз і діти, яже ми даде Бог.

Людіє ходящії во тьмі видіша світ велій.

Живущії во страні і сіні смертній, світ возсіяє на ви;

Яко Отроча родися нам, Син, і дадеся нам.

Єгоже начальство бисть на рамі Єго.

І мира Єго несть преділа.

І нарицається імя Єго велика совіта Ангел.

Чуден Совітник.

Бог кріпок, Властитель, начальник мира.

Отець будущого віка.

З нами Бог, разумійте, язици, і покаряйтеся.

Слава Отцю і Сину і Святому Духу. З нами Бог.

І нине, і присно, і во віки віков. Амінь. З нами Бог.

Яко з нами Бог.

З нами Бог, разумійте, язици, і покаряйтеся: Яко з нами Бог.
Церковна пісня-молитва, старовинний бойовий спів-гімн
«З нами Бог, разумійте, язици» — християнська церковна пісня-молитва.

## Історичний огляд
Різдву Христовому 

(за мотивами «З нами Бог»)

Ангели, знижайтеся, до землі спускайтеся,

Бог, що сотворив нам віки, живе нині з чоловіком,

Станьте з хором, всім собором,

Веселіться, адже з нами Бог!
Це час наближається! Це син посилається!

Це літа прийшла кончина. Це Бог посилає сина.

День приходить — Діва родить.

Веселіться, адже з нами Бог!

Звіщений пророками, отчими нароками, В останнім буде літі, це є в Новім Заповіті.

Дух свободи нас в нас родить, Веселіться, адже з нами Бог!

Даниловий каменю! Із купини пламеню!

Несічений одпадаєш! Вогнем сіна не спаляєш.

Це наш камінь! Це наш пламінь.

Веселіться, адже з нами Бог!

Рости, благодавче наш, новий ходотавче наш!

Рости, щоб міг повстати — і попалиш супостати.

Світ даремний, хоч спасенний.

Веселімся всі, адже з нами Бог!

Ми ж тобі, рожденному, гостеві блаженному, Серця всіх нас розчиняєм, у дім духа запрошаєм.

Пісень співаєм і гукаєм: Веселімося, адже з нами Бог!
Г. Сковорода. «Різдву Христовому»
В основу молитви лягли слова з різних місць книги пророка Ісаї.
Під язичниками («язици») у Біблії розуміються представники різних вірувань, що не сповідували єдиного Бога. Однак, за твердженням священнослужителів, вірні знають, що з Його силою вони — непереборні. «Єго же начальство бисть на рамі Єго» (Іс. 9: 6) — пророцтво про те, що на раменах (плечах) у Нього будуть видні знаки царської гідності. У Христа це проявилось у вигляді Його чудес.
У словах «Єго велика совіта Ангел», за розтлумаченням Василія Великого, йдеться про Того, Хто розкрив рішення, потаємне з прадавніх віків і не явлене іншим родам. Тобто Господь зробив відомим велику раду (рішення) про втілення Бога-Слова для спасіння людства.
«З нами Бог» звучить на великому повечір'ї під час Різдвяної всеношної. Часте повторення цих слів свідчить про духовну радість вірян, які відчувають поміж себе присутність Бога.
«З нами Бог» — один з найдавніших гімнів, який співали руські ратники перед боєм. Зокрема, ці слова лунали над полем битви з монголо-татарами на Калці 1223 року.
У 1940-х роках у храмах української діаспори віряни читали молитву «З нами Бог» на підтримку християн із Західної України під час нищення Української греко-католицької церкви.

## Девіз «З нами Бог»
Бойовий вигук «Nobiscum Deus» (лат. З нами Бог) був відомий з давніх часів. Його використовували римські вояки у добу Візантійської імперії.
«Gott mit uns» (нім. «Бог з нами») — девіз на гербі Німецької імперії. Широко використовували у німецьких військах з XIX століття, зокрема, його накреслювали на пряжках ременя.
«Съ нами Богъ» був також девізом Російської імперії.
«З нами Бог» — зокрема девіз 24-го батальйону «Айдар» та взводу 2-го БСП НГУ «Донбас».

## Сучасне використання
- Слова «З нами Бог» лунають у перекладі патріотичної пісні «Гей, слов'яни».
- Пісню-молитву «З нами Бог» виконує ансамбль стародавньої музики «Хорея Козацька» (альбом «Карміна Сарматіка», 2009)[9]
- Девіз нідерландською «God zij met ons» («З нами Бог») нанесений на гурт монет в один і два євро, випущених Монетним двором Нідерландів.[10]